# Aquädukt von Buc

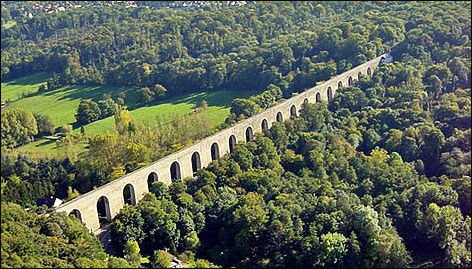
Das Aquädukt von Buc

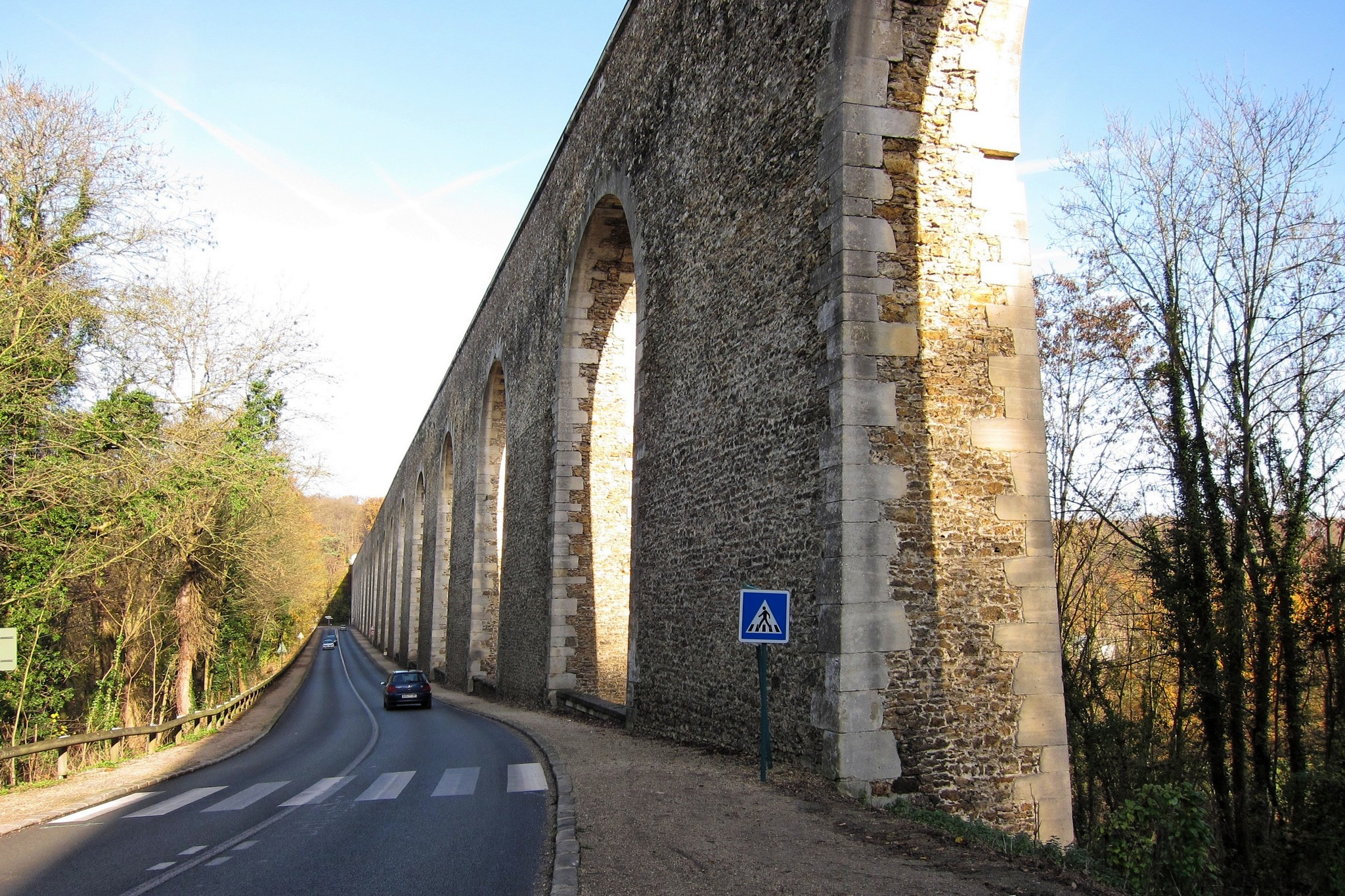
Das Aquädukt von Buc an der D 938

Das Aquädukt von Buc (französisch Aqueduc de Buc) diente dazu, das auf dem Plateau von Saclay im Süden von Versailles gesammelte Wasser zu den Wasserspielen im Park von Versailles zu leiten und damit die Wasserversorgung des Schlossparks zu verbessern.
Das Aquädukt quert in der Gemeinde Buc das Tal der Bièvre. Die D 938 führt unmittelbar an dem Aquädukt entlang. Das oberirdische Bauwerk hat zwischen seinem nördlichen () und seinem südlichen Ende () eine Länge von 580 m. Es hat 19 Rundbögen, die 9 m weit und bis zu 21 m hoch sind. Sein Wasser fließt in einem 1 m breiten und 1,9 m tiefen, mit Steinplatten abgedeckten Kanal.
Das Aquädukt von Buc wurde auf Veranlassung von Ludwig XIV. in den Jahren 1684 bis 1686 unter dem Minister Louvois nach dem Entwurf von Jules Hardouin-Mansart unter der Leitung von Thomas Gobert von dem Régiment Royal de Normandie erbaut. Zunächst hatte man versucht, das Tal mit einem Düker zu queren, dessen Rohre aber dem Wasserdruck nicht standhielten. Deshalb wurde der Talboden mit einem Erddamm aufgeschüttet und auf ihm das Aquädukt gebaut.
Das Aquädukt von Buc steht seit 1952 unter Denkmalschutz.